# Mellba
Mellba, ou Melba, est une femelle Ours brun d'Europe née en Slovénie et introduite dans les Pyrénées en 1996. En 1997 après avoir donné naissance à trois oursons, elle est abattue par un chasseur.
Sa dépouille empaillée est conservée au Muséum de Toulouse.

## Vers les Pyrénées
Mellba est une ourse pleine âgée de cinq ans et pesant 98 kg lorsqu'elle est capturée dans la réserve de chasse de Medved, en Slovénie, le 5 juin 1996 à 5 h 56 du matin. Elle est examinée, équipée d'un collier permettant sa géolocalisation puis relâchée le lendemain matin à Melles (Haute-Garonne), 18 jours après l'autre femelle Ziva et 11 mois avant le mâle Pyros, capturés puis relâchés dans les mêmes conditions et les mêmes lieux.

## Vie dans les Pyrénées
Mellba donne naissance à 3 oursons durant l'hiver 1996-1997. L'un d'eux meurt au début du mois de juillet 1997. Les deux autres sont un mâle nommé Boutxy et une femelle baptisée Caramelles.
Visualiser la lignée de Mellba sous forme de graphe

## Mort
Le matin du 27 septembre 1997, à Bezins-Garraux (Haute-Garonne), un chasseur est à l'affût au sanglier, caché sous un sapin en contrebas d'une ligne de crête. Mellba, accompagnée de ses deux oursons Boutxy et Caramelles, n'a sans doute pas détecté l'humain à cause de la configuration du terrain et passe à proximité du chasseur. Surprise, elle charge le chasseur une première fois puis s'arrête à cinq ou six mètres de lui. Les oursons s'éloignent alors. Mellba effectue une nouvelle charge, beaucoup plus proche, et le chasseur, en légitime défense, tire sur Mellba et la tue alors qu'elle n'est plus qu'à trois mètres de lui.